# لا ريخنتا (رواية)
لا ريخنتا (بالإسبانية: La Regenta)‏ هي أول رواية للكاتب الإسباني ليوبولدو ألاس (كلارين)، نشرها في مجلدين أعوام 1884 و1885. وعلى لسان مؤلفها، فإنه يرى أنه يم كتابتها وكأنها مقالات حرة، كلما كتب جزء أرسله إلى الناشر. في العصر الحالي، تقف لا ريخنتا على قمة الأعمال الروائية الممثلة لتيار الواقعية والطبيعية في الأدب الإسباني على قدم المساواة مع فورتوناتا وخثينتا لجالدوس.
تحمل الرواية تأثيرًا واضحًا من رواية مدام بوفاري لجوستاف فلوبير. وتقدم بيتوستا، اسم مجازي لأوفييدو، جسديًا وأخلاقيًا بوصفها نموذجًا لمدينة إسبانية تعمقت في المظاهر التقليدية. استخدم ألاس تقنية المذهب الطبيعي مع إظهار التشاؤم بجانب سمات أخرى واضحة من الحنان والسخرية. في لا ريخنتا خرجت البطلة آنا أوثوريس، والتي تحمل بعض السمات المشتركة مع إيما بوفاري، لمناقشة الضمائر في صراعهه مع الواجبات ومع البيئة، حيث رسم صورة مسيئة عن المدينة في نظر الكثيرين. وسرعان ما أدانت الكنيسة هذه الرواية، ولكن مع مرور الوقت، نشأت علاقة صداقة صريحة بين كل من كلارين والأسقف.